# Classe Holland

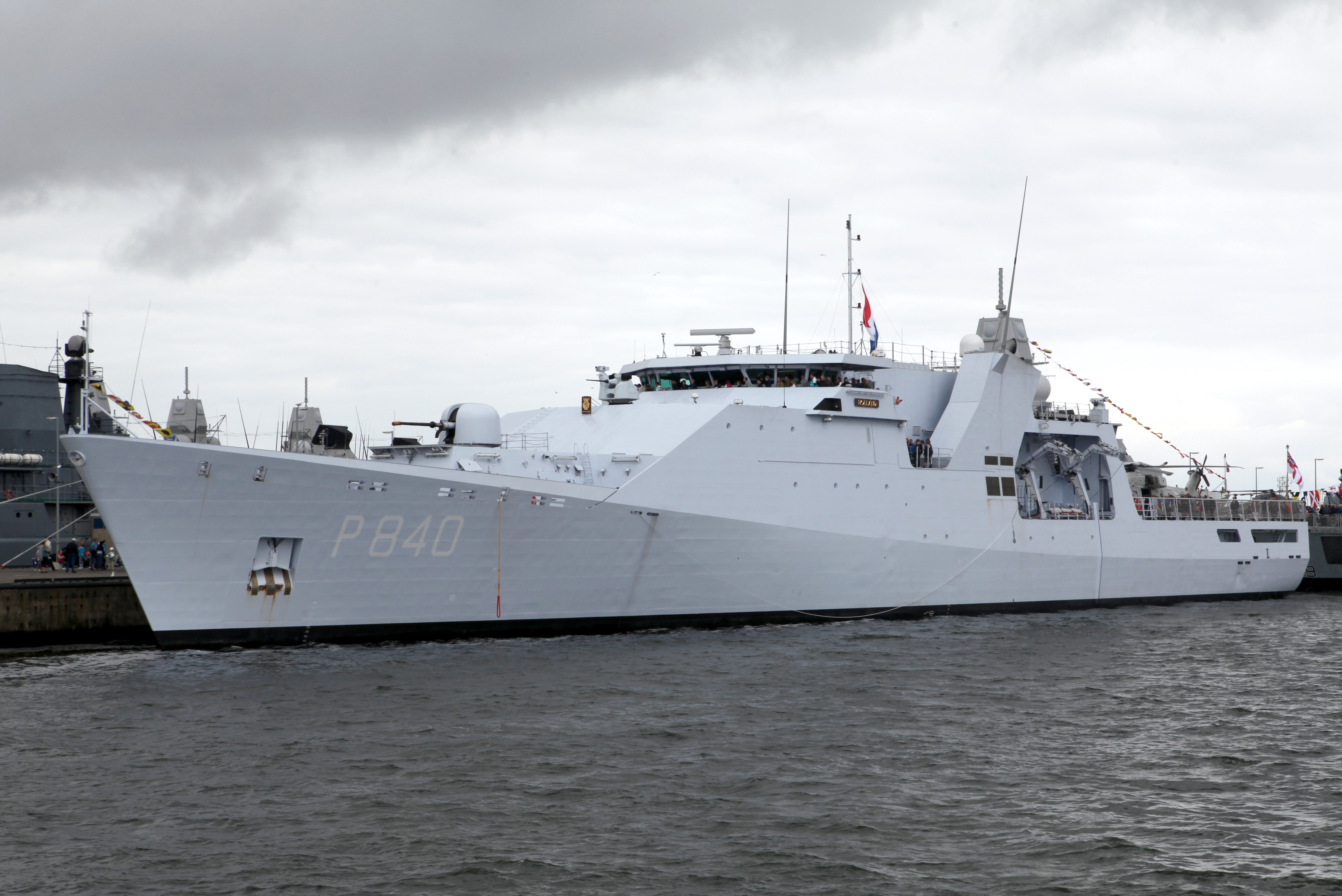
Navio da Classe P 840 Holland Offshore Patrol Vessels (OVP).

A Classe Holland é uma classe de navios-patrulha oceânicos da Marinha da Holanda. Foram desenvolvidos pela Royal Schelde, inicialmente com previsão de entrega entre 2009-2012.

## Lista de navios
- P840 Holland
- P841 Zeeland
- P842 Friesland
- P843 Groningen